# 三田市立長坂中学校
三田市立長坂中学校（さんだしりつ ながさかちゅうがっこう）は、兵庫県三田市にある公立中学校。

## 沿革
- 1947年 - 学校組合立長坂中学校開校。
- 1959年 - 組合立を解消し、三田市立長坂中学校開校。

## 部活動
- 陸上競技部
- サッカー部
- ソフトテニス部
- 女子バレーボール部
- 吹奏楽部
  - 2012年 - 西阪神地区吹奏楽コンクール（金賞・代表）
  - 2012年 - 兵庫県吹奏楽コンクール（銀賞）
  - 2013年 - 西阪神地区吹奏楽コンクール（金賞）
  - 2014年 - 西阪神地区吹奏楽コンクール（金賞）
  - 2015年 - 西阪神地区吹奏楽コンクール（金賞・代表）
  - 2015年 - 兵庫県吹奏楽コンクール（金賞）

## 周辺の施設
- JR福知山線（JR宝塚線）広野駅
- 武庫川

## 周辺の道路
- 国道176号

## 通学区域が隣接している学校
- 三田市立藍中学校
- 三田市立ゆりのき台中学校
- 三田市立けやき台中学校
- 三田市立上野台中学校
- 丹波篠山市立丹南中学校・丹波篠山市立今田中学校から選択可能な区域